# 肃州路
肃州路，元朝时设置的路。
602年，隋文帝设肃州，西夏又称蕃和郡。蒙古帝国恢复肃州，元朝至元年间改为肃州路。属甘肃行中书省，治所在今甘肃省酒泉市。辖境相当今甘肃省酒泉市、玉门市、金塔县、嘉峪关市等地。明朝改为肃州卫。清朝雍正七年（1729年），改为肃州直隶州。